# Kubansk lövgroda
Kubansk lövgroda, Osteopilus septentrionalis, är en groda från Västindien som tillhör släktet Osteopilus och familjen lövgrodor.

## Utseende
En mycket stor lövgroda med en kroppslängd mellan 3,8 och 14 cm. Honan är mycket större än hanen. Färgteckningen är variabel, vanligtvis grå till grågrön. Den kan emellertid också vara nästan vit, grönaktig eller mörkt gråbrun, med eller utan teckningar i form av strimmor eller fläckar. Tådynorna är mycket stora, och huden är småvårtig. Den är svagt simhudsförsedd på bakfötterna, men någon simhud saknas helt på framfötterna. Pupillen är springformig och horisontal. Grodynglen är runda med svart ovansida och gråbrun svans, samt en fena som är genomskinlig och mörkfläckig.

## Utbredning
Arten finns på Bahamas, Caymanöarna och Kuba. Den har blivit införd till flera västindiska öar samt Florida med enstaka fynd längs Georgias kust och i South Carolina i USA, där den betraktas som ett svårt skadedjur på grund av den skada den gör det inhemska amfibielivet, inte minst andra lövgrodor.

## Vanor
Den kubanska lövgrodan föredrar biotoper med relativt hög fuktighet, även om den återfinns i torra miljöer på Bahamas. Den återfinns i ett stort antal biotoper, framför allt bebyggda områden, där den kan gå in i husen, men även skogar, kustområden och mangroveträsk. Den tål brackvatten. Den vistas gärna nära vattendrag, swimmingpooler och liknande. Temperaturen får inte gå under 10ºC, och bör dagtid ligga mellan 23 och 29ºC. Det är en nattaktiv art som är en skicklig klättrare – den klättrar gärna upp i träden under dagen för att sova.

### Föda och predation
Arten livnär sig på en stor mängd djur, som mångfotingar, spindlar, större insekter (bland annat kackerlackor och fjärilar) samt andra grodor, även av den egna arten. Större individer kan även ta små ödlor och ormar samt mus- och fågelungar.
Själv har den ett visst skydd mot fiender tack vare en hud- och slemhinneirriterande hudavsöndring , men tas ändå av flera ormarter, ugglor, kråkfåglar och vadare.

### Fortplantning
Den kubanska lövgrodan leker mellan maj och oktober i de flesta tillgängliga vattensamlingar, permanenta eller vanligen temporära, även olika typer av behållare och i klorerade swimmingpooler. Hanarna samlas och ropar för att locka till sig honor. Lätet har beskrivits som en gnisslande dörr. Vad som utlöser parningen tycks främst vara kraftiga regn. Efter en amplexus (parningsomfamning) som sker kring honans höfter, lägger hon äggen i hopar om upptill 130 i varje.  Under hela parningssäsongen kan en stor hona lägga upp till 15 000 ägg.

## Status
Arten är klassificerad som livskraftig av IUCN, och populationen ökar kraftigt. Det finns inga registrerade hot mot arten. Däremot jagas grodan aktivt på USA:s fastland, eftersom den utgör ett hot mot den inhemska faunan.